# Philips

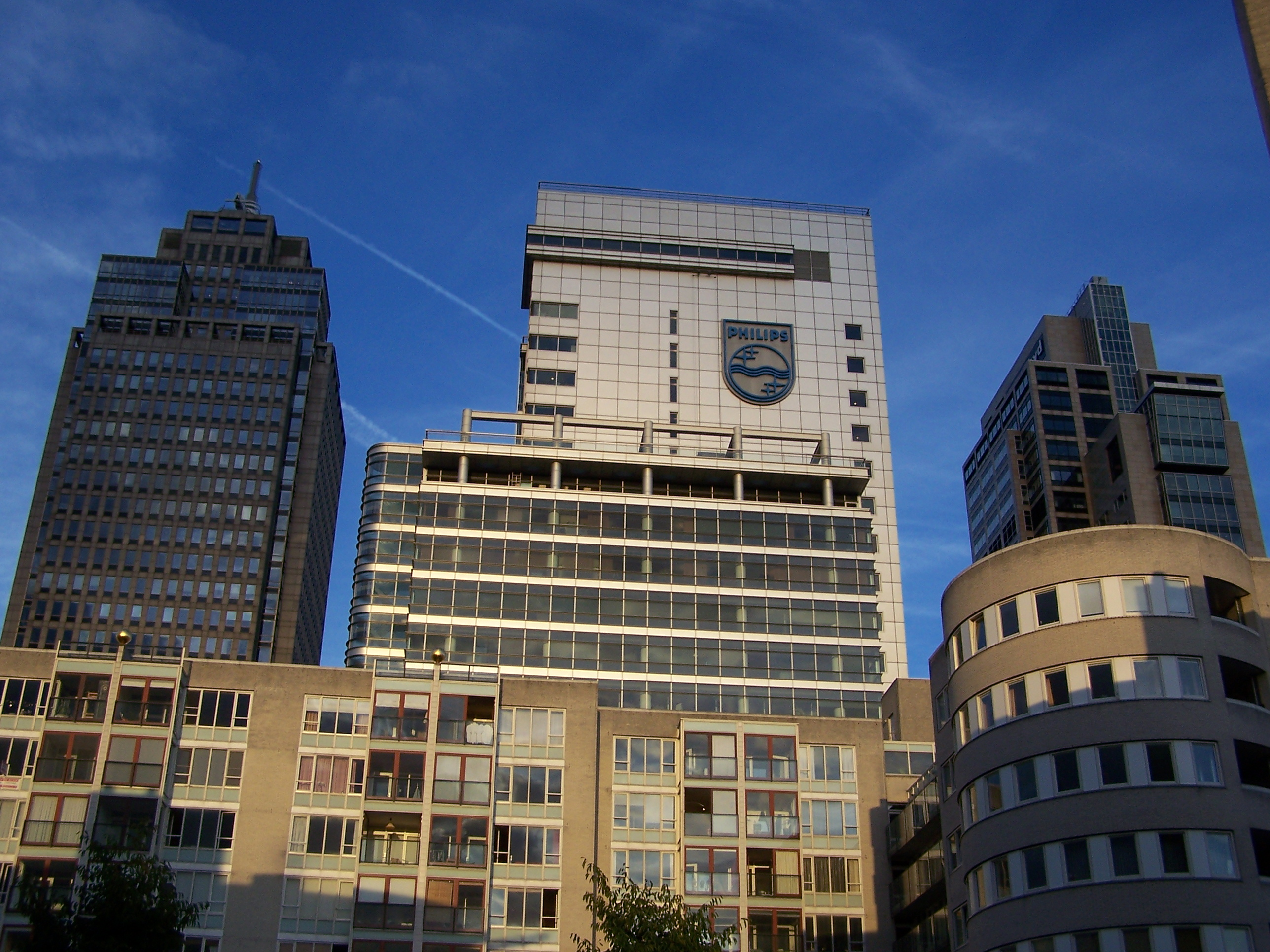
Штаб-квартира в Амстердаме

Koninklijke Philips N.V. («Филипс», англ. Royal Philips) — нидерландская транснациональная компания. Компания была основана в 1891 году и за свою историю несколько раз меняла приоритетное направление деятельности: изначально выпускала электрические лампочки, затем переключилась на бытовую электронику, после 2000-х годов начала специализироваться на медицинском диагностическом оборудовании. Около трети выручки компании даёт деятельность в США.

## История
Компания была основана 15 мая 1891 года в Эйндховене Жераром Филипсом при финансовой поддержке своего отца, Фредерика Филипса, успешного торговца табаком и банкира. В 1892 году компания начала выпуск электрических лампочек с угольной нитью. Однако Жерар недооценил конкуренцию со стороны немецких производителей, и к 1894 году компания оказалась на грани банкротства. Улучшением положения компании занялся младший брат Жерара, Антон Филипс, имевший опыт работы в лондонской брокерской фирме. В 1907 году завод Филипсов начал выпуск лампочек с вольфрамовой нитью, дававших в три раза больше света, чем угольные.
В 1912 году компания из семейного партнёрства была преобразована в публичную компанию NV Philips Gloeilampenfabrieken, её акции были размещены на Амстердамской фондовой бирже. Через два года была основана научно-исследовательская лаборатория, в 1915 году начат выпуск аргоновых ламп. Перебои с поставками стекла и аргона из Германии вынудили компанию к строительству собственных заводов по производству стекла, аргона, водорода и картонных коробок. Ещё до начала Первой мировой войны были открыты представительства в США и Франции, после войны география деятельности была расширена на большинство стран Европы, а также Китай, Бразилию и Австралию.
В 1920 году была создана холдинговая компания N.V. Gemeenschappelijk Benzit van Aandeelen Philips Gloeilampenfabrieken (сокращённо N.V. Benzit). В 1924 году был образован просуществовавший несколько десятилетий картель из Philips, GE и Osram, разделивший рынки сбыта электрических лампочек и установивший стандартный срок службы лампочек в 1000 часов. В 1927 году на промышленной ярмарке в Утрехте компания представила свой первый радиоприёмник, с тех пор компания стремилась выпускать готовые товары, а не комплектующие. Также в 1927 году был поглощён британский производитель электронных ламп Mullard.
В 1930-е годы, несмотря на финансовые трудности из-за Великой депрессии, ассортимент продукции был пополнен газоразрядными лампами, рентгеновским и телекоммуникационным оборудованием, сварочными аппаратами и электробритвами. Для обхода торговых барьеров, появившихся в ряде стран, Philips начала размещать производственные мощности за рубежом.
В 1939 году в США была создана дочерняя компания North American Philips Corporation, ставшая основой деятельности Philips на время оккупации Нидерландов нацистами. Руководить заводами в Нидерландах остался Фриц Филипс, сын Антона Филипса; эти заводы сильно пострадали от бомбардировок как со стороны британской авиации в 1943 году, так и отступающих нацистов в 1944 году. Довоенный уровень производства был достигнут в конце 1946 года, начался период быстрого роста компании под руководством Фрица Филипса, продолжавшийся до начала 1970-х годов, когда возросла конкуренция со стороны японских производителей электроники. В 1950 году была создана фирма звукозаписи Philips Records, впоследствии ставшая частью PolyGram.
В 1963 году компания Philips начала выпуск магнитофонных кассет собственного формата и магнитофонов под них. Кассеты Philips оставались международным стандартом в звукозаписи вплоть до XXI века, когда магнитофоны вообще вышли из употребления. В 1971 году компания представила свой первый видеомагнитофон, а в 1979 году — разработанный совместно с Sony компакт-диск.
В январе 1982 года компанию возглавил Виссе Деккер, уже через несколько месяцев была закрыта четверть заводов компании в Европе и проведены массовые сокращения персонала, в то же время было куплено подразделение осветительной техники американской компании Westinghouse, а также приобретена 24,5-процентная доля в крупнейшем производителе электроники в Германии Grundig. В конце 1980-х годов было упразднено подразделение оборонной электроники, его активы были проданы по частям; оно было создано в 1950-х годах и выпускало системы контроля над ядерными реакциями, пожарные сигнализации и радарное оборудование. Для сокращения расходов на научно-исследовательскую деятельность создавались партнёрства с AT&T, Siemens и Whirlpool.
В ноябре 1987 года произошло воссоединение нидерландской компании с американской North American Philips Corporation (NAP). После окончания Второй мировой войны у Philips осталось в США 8 компаний, ставших формально самостоятельными; к 1980-м годам они объединились под эгидой NAP, став третьим крупнейшим производителем телевизоров в США, также NAP занимала значительное место на рынке осветительной техники и электроники (в том числе оборонной). NAP включала ряд американских компаний, поглощённых за период самостоятельного развития, таких как Magnavox и Signetics.
Все эти меры, однако, лишь оттягивали кризис в компании: в 1990 году чистый убыток составил 4,24 млрд гульденов, в 1992 году — 900 млн гульденов. Кризис был вызван не только конкуренцией со стороны азиатских компаний, но и несколькими неудачными разработками, такими как CD-плеер с игровой консолью Philips CD-i, на разработку которого был потрачен 1 млрд долларов, но продано всего 400 тысяч штук, а также цифровая аудиокассета и свой стандарт для видеомагнитофонов. Кроме этого, значительной проблемой был большой долг, в 1990 году на уплату процентов по обязательствам пошло 84 % операционной прибыли; для снижения долгового бремени в 1992 году было продано недвижимости на несколько миллиардов гульденов, в 1993 году была продана доля в японской компании Matsushita Electronic Industrial Co. В 1991 году название компании было изменено на Philips Electronics NV, холдинговая компания N.V. Benzit была упразднена. В середине 1990-х годов компания начала аутсорсинг производства в Азию, в сочетании с успешным выводом на рынок DVD-плеера это улучшило положение Philips, даже несмотря на неудачный выход на рынок сотовых телефонов в партнёрстве с Lucent Technologies. В 1998 году за 10,4 млрд долларов была продана звукозаписывающая компания PolyGram. В 1997 году штаб-квартира была перенесена из Эйндховена в Амстердам, в 1999 году к названию было добавлено слово Koninklijke (королевская).
В 2000 году была куплена корпорация Optiva, производитель электрических зубных щёток Sonicare, в следующем году за 2 млрд евро было куплено подразделение медицинского оборудования компании Agilent Technologies. Также в 2001 году было сформировано совместное предприятие с корейской компанией LG Electronics по производству ЖК-мониторов, также было объединено производство кинескопов.
В 2006 году было продано подразделение по производству полупроводников; оно было переименовано в NXP Semiconductors. Подразделение было создано на основе купленной в 1975 году компании Signetics и располагалось в Кремниевой долине в Калифорнии. В том же году была куплена компания Lifeline Systems, в 2007 году — ещё две американские компании в сфере медицинского оборудования, Ximis и Respironics.
В 2013 году название компании было изменено на Koninklijke Philips N.V., слово Electronics было убрано из названия в связи с продажей в 2012 году активов, связанных с производством телевизоров, а в следующем году — аудио- и видеотехники. Покупателем производства телевизоров под торговой маркой Philips стала китайская компания со штаб-квартирой в Гонконге TP Vision Technoligy; это производство, на котором занято 3 тысячи человек, будет иметь форму обособленной дочерней структуры со штаб-квартирой в Нидерландах. Продать производство медиатехники планировалось японской компании Funai (которая уже много лет выступала подрядчиком её производства), однако сделка сорвалась в конце 2013 года; эти активы стали временно самостоятельной компанией WOOX, зарегистрированной в Гонконге, а в 2014 году были проданы за 135 млн долларов американскому производителю гитар Gibson.
В 2015 году подразделение медицинского оборудования было дополнено купленной за 1,2 млрд долларов Volcano Corporation.
27 мая 2016 года подразделение осветительной техники Philips Lighting было выделено в самостоятельную компанию Signify, её акции были размещены на Амстердамской фондовой бирже, в течение 2017 года группа Philips продала основную часть своей доли в этой компании, на конец 2018 года ей принадлежало 16,5 % акций Signify. Оборот этого подразделения составлял около 7 млрд евро, в нём работало 40 тысяч сотрудников.
В 2021 году компании пришлось отозвать около 4 млн аппаратов искусственного дыхания, поскольку оказалось, что использовавшаяся в них пена-уплотнитель со временем становится токсичной.
В марте 2021 года было объявлено о выделении и продаже подразделения Domestic Appliances по производству бытовой техники за 3,7 млрд евро китайской инвестиционной компании Hillhouse Capital. Domestic Appliances получила эксклюзивное лицензионное право на использование бренда Philips и некоторых других брендов бытовой техники Philips для производства, продаж и маркетинга по всему миру сроком на 15 лет.
В августе 2023 года холдинговая компания семьи Аньели Exor за 2,6 млрд евро приобрела 15 % акций Philips с опционом увеличить свою долю до 20 %.

## Руководство
Хронология президентов и главных исполнительных директоров:
- 1891—1922: Герард Филипс (Gerard Philips) основатель компании
- 1922—1939: Антон Филипс (Anton Philips) младший брат Герарда
- 1939—1961: Франс Оттен (Frans Otten) зять Антона Филипса
- 1961—1971: Фриц Филипс (Frits Philips) сын Антона Филипса
- 1971—1977: Хенк ван Римсдейк (Henk van Riemsdijk)
- 1977—1981: Нико Роденбург (Nico Rodenburg)
- 1981—1982: Кор Диллен (Cor Dillen)
- 1982—1986: Виссе Деккер (Wisse Dekker)
- 1986—1990: Кор ван дер Клюгт (Cor van der Klugt)
- 1990—1996: Ян Тиммер (Jan Timmer)
- 1996—2001: Кор Бонстра (Cor Boonstra)
- 2001—2011: Герард Клейстерле (Gerard Kleisterlee)
- 2011—2022: Франс ван Хаутен (Frans van Houten)

Действующее руководство:
- Рой Якобс (Roy Jakobs) — главный исполнительный директор (CEO) с октября 2022 года[22]
- Абхиджит Бхаттачария (Abhijit Bhattacharya) — вице-президент и главный финансовый директор с 2015 года.
- Софи Бешу (Sophie Bechu) — вице-президент, главный операционный директор.
- Роналд де Ёнг (Ronald de Jong) — вице-президент, глава кадровой службы с 2011 года, в компании с 1990 года; также председатель Фонда Филипс.
- Марникс ван Гннекен (Marnix van Ginneken) — вице-президент, юрисконсульт и секретарь компании с 2017 года, в Philips с 2007 года.

Члены наблюдательного совета:
- Фейке Сийбесма (Feike Sijbesma, род. в 1959 году) — председатель наблюдательного совета с 2020 года; ранее был CEO компании DSM.
- Кристин Пун (Christine A. Poon) — независимый вице-председатель наблюдательного совета и секретарь компании с 2014 года, член совета с 2009 года; ранее была вице-председателем совета директоров Johnson & Johnson.
- Нелам Дхаван (Neelam Dhawan) — член наблюдательного совета с 2012 года, также член правления ICICI Bank Limited.
- Орит Гадиш (Orit Gadiesh) — член наблюдательного совета с 2014 года, также председатель Bain & Company, член консультационного совета мэра Шанхая и учредительного совета Всемирного экономического форума.
- Марк Харрисон (Marc Harrison) — член наблюдательного совета с 2018 года, также президент Intermountain Healthcare.
- Дэвид Пайотт (David E. I. Pyott) — член наблюдательного совета с 2015 года, также председатель Allergan, Inc.
- Паулус Стоффелс (Paulus A. Stoffels) — член наблюдательного совета с 2015 года, также вице-председатель и главный научный директор Johnson & Johnson.
- Джексон Тай (Jackson Tai) — член наблюдательного совета с 2011 года, входит в правление Eli Lilly and Company, Bank of China и MasterCard Incorporated; до этого был вице-председателем и генеральным директором DBS Group.
- Хайно фон Подзински (Heino von Prondzynski) — член наблюдательного совета с 2007 года, ранее был членом правления F. Hofmann-La Roche Group.

## Деятельность
Основные подразделения по состоянию на 2022 год:
- диагностика (Diagnosis & Treatment) — диагностическое оборудование (магнитно-резонансная томография, компьютерная томография, рентгенография, ультразвуковое исследование); 51 % выручки;
- мониторинг (Connected Care & Health Informatics businesses) — оборудование и услуги для наблюдения за состоянием пациентов; 25 % выручки.
- персональная техника (Personal Health businesses) — медицинская и бытовая техника для личного применения; 20 % выручки.
- другие направления — научно-исследовательская деятельность, роялти за использование торговых марок и запатентованных технологий; 4 % выручки.

Основные научно-исследовательские центры находятся в Эйндховене (Нидерланды), Кембридже (США), Бангалоре (Индия) и Шанхае (КНР). Компании принадлежит 65 тысяч патентов, 39 400 торговых марок, 61 300 запатентованных дизайнов и 3200 доменных имён.
По доле в выручке за 2022 год основными регионами были США (41 %), КНР (12 %), Япония (6 %), Германия (5 %), Нидерланды (4 %), Великобритания (3 %), Франция (2 %).
|                     | 2001…   | 2006…  | 2011   | 2012   | 2013  | 2014  | 2015  | 2016  | 2017  | 2018  | 2019  | 2020  | 2021  | 2022   |
| ------------------- | ------- | ------ | ------ | ------ | ----- | ----- | ----- | ----- | ----- | ----- | ----- | ----- | ----- | ------ |
| Оборот              | 32,34…  | 26,68… | 20,99  | 23,46  | 23,33 | 14,52 | 16,81 | 17,42 | 17,78 | 18,12 | 19,48 | 19,54 | 17,16 | 17,83  |
| Чистая прибыль      | -2,475… | 5,381… | -1,456 | -0,030 | 1,172 | 0,408 | 0,638 | 1,491 | 1,870 | 1,097 | 1,173 | 1,187 | 3,319 | -1,608 |
| Активы              | 39,20…  | 38,45… | 29,40  | 29,08  | 26,56 | 28,32 | 30,94 | 32,27 | 25,32 | 26,02 | 27,02 | 27,71 | 30,96 | 30,69  |
| Собственный капитал | 19,16…  | 22,96… | 12,33  | 11,15  | 11,21 | 10,83 | 11,61 | 12,55 | 12,00 | 12,09 | 12,60 | 11,87 | 14,44 | 13,25  |

## Спонсорство
В 1913 году сотрудниками компании был основан спортивный клуб Philips Sport Vereniging (PSV, Спортивный Союз Филипс), наиболее известный своим футбольным клубом. Компания Philips остаётся владельцем клуба, домашний стадион в Эйндховене называется «Филипс».

## Дочерние компании
Основные дочерние структуры на конец 2018 года:
- Philips (China) Investment Company, Ltd. (КНР)
- Philips Medizin Systeme Böblingen GmbH (Германия)
- Philips GmbH (Германия)
- Philips Consumer Lifestyle B.V. (Нидерланды)
- Philips Medical Systems Nederland B.V. (Нидерланды)
- Philips Ultrasound, Inc. (США)
- Philips Oral Healthcare, LLC (США)
- Philips North America LLC (США)
- Respironics, Inc. (США)

### Philips Healthcare
Подразделение компании, занимающееся производством медицинского оборудования.
Деятельность Philips в области медицины началась в 1918 году, когда компания впервые представила медицинскую рентгеновскую трубку; в 1895 году после приобретения компании CHF Muller of Hamburg на рынок была выпущена первая коммерческая рентгеновская трубка. К 1933 году компания производила медицинское рентгеновское оборудование в Европе и США.
Центры разработок и производства компании находятся в городах Бест и Хеерлен (Нидерланды), Гамбург и Беблинген (Германия), Хельсинки (Финляндия), Хайфа (Израиль), а также множество подразделений в США.

## Акционеры
Компания стала публичной в 1912 году, однако на Амстердамской бирже обращалась лишь небольшая доля акций. Созданная в 1920 году холдинговая компания N.V. Benzit стала основным акционером компании, перед Второй мировой войной она контролировала 89 % акций Philips (ещё 6 % принадлежали General Electric), к концу 1950-х годов её доля достигла 98 %. В конце 1970-х годов, однако, семья Филипс начала терять контроль над компанией, в 1991 году холдинговая компания была упразднена. По состоянию на октябрь 2023 года крупнейшим акционером Philips была компания Exor (15 %), ей же ещё 3 % принадлежало через дочерние структуры. Другими значимыми акционерами были различные инвестиционные компании:
- Artisan Partners LP — 5,33 %
- Norges Bank Investment Management — 2,52 %
- The Vanguard Group, Inc. — 2,12 %
- Causeway Capital Management LLC — 1,34 %
- BlackRock Investment Management LLC — 1,33 %